# Polygami

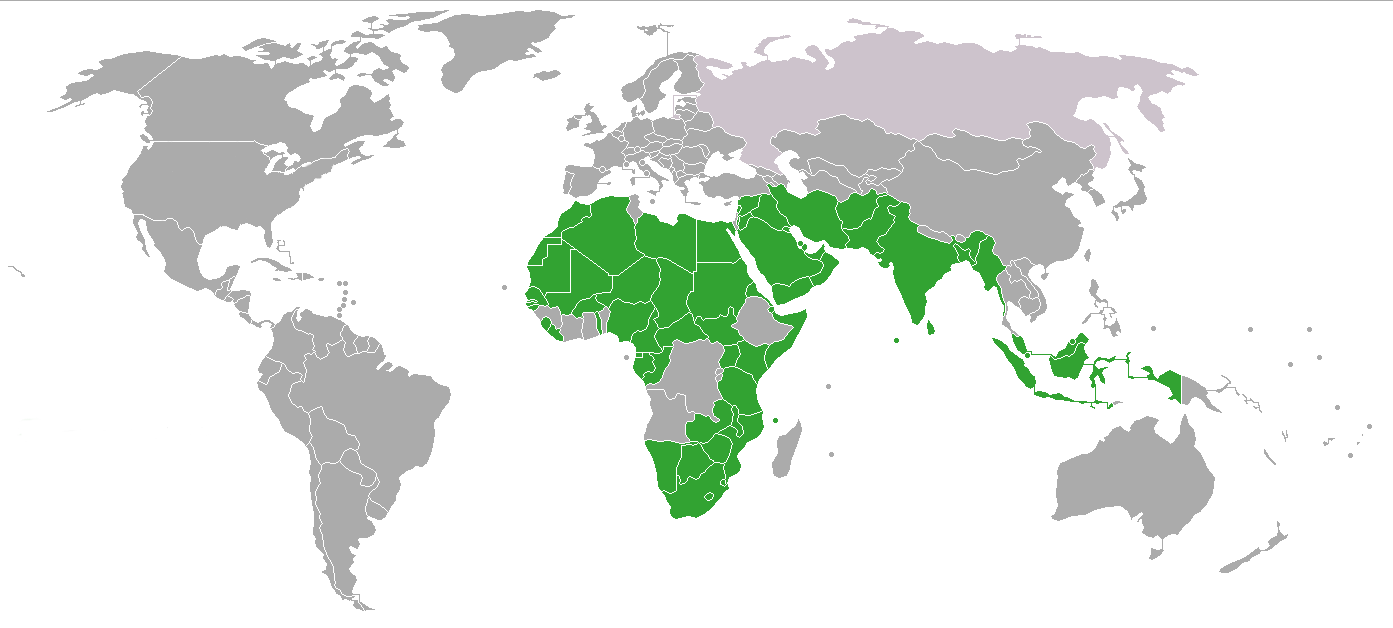
Länder som tillåter månggifte.

Polygami, eller månggifte, står i motsats till monogami, det vill säga äktenskap mellan två personer. Följande terminologi brukar användas för olika former av polygami:
- Polygyni (av poly- och grekiska gynēʹ som betyder "kvinna") - en man är gift med flera kvinnor samtidigt.
- Polyandri (av grekiskans polyandriʹa "folkrikedom" och genitivform "andros" som betyder "man") - en annan form av månggifte (polygami) där en kvinna är gift med flera män samtidigt.[1]
- Polygynandri (av grekiskans gynē som betyder "kvinna" och från andros som betyder man) - flera män och kvinnor är gifta med varandra.
- Bigami - en person är gift med två personer.

Likartad terminologi används även inom icke-mänsklig biologi för parningsbeteenden utöver en-till-en-relationer.
Polygyni bland människor förekommer i omkring tre fjärdedelar, eller i 850 av 1 170 av de samhällen som ingår i George Murdocks Ethnographic Atlas. Polyandri och polygynandri är mycket ovanligt.
Polyamori är vidare en generell term för en romantisk eller sexuell relation (inte nödvändigtvis äktenskaplig) med flera partner samtidigt.

## Polygami inom biologi

### Zoologi
Polygami används också inom biologin för att beskriva parningsbeteende hos djur. Schimpanser och bonoboer är exempel på polygama djurarter. Inom zoologi syftar polygyni på en hane som får avkomma med flera honor under samma fortplantningsperiod. Polygyni avses också för samhällen hos sociala steklar med mer än en drottning. Polyandri syftar på en hona som får avkomma med flera hanar under samma fortplantningsperiod. Vid simultan polyandri återfinns avkomma från olika hanar i samma kull. Vid successiv polyandri lämnar honan kullen och parar sig med en ny hane.

### Botanik
Inom botanik använder man ordet polygami för att beskriva en växtindivid som har både en- och tvåkönade blommor.
Polygyni avser att en blomma har flera åtskilda pistiller. Polyandri syftar på en blomma med många ståndare.

## Polygami i världen

### Polygami och mänskliga rättigheter
Att tillåta polygyni men förbjuda polyandri strider mot artikel 16 i FN:s Kvinnokonvention, som säger att kvinnor och män ska ha lika rätt att ingå äktenskap.

### Samhällsdebatten i västvärlden
I västvärlden har det monogama, heterosexuella äktenskapet varit dominerande. Under senare tid har normen heterosexualitet alltmer ifrågasatts som godtycklig och diskriminerande mot homosexuella. Vissa debattörer har då hävdat att normen monogami är lika godtycklig och kan anses vara diskriminerande mot individer som önskar praktisera polygami. Hittills har dock homosexuella fått betydligt större gehör för sina argument än de som förespråkar polygami, vilket har lett till att homosexuella äktenskap blivit lagliga till skillnad från polygama. Dock accepterar myndigheter i många länder polygama äktenskap om dessa ingåtts i ett land där polygami är lagligt.

### Polygami i Sverige
Den svenska familjerättslagstiftningen bygger på tvåsamhet och monogami. Polygamiska äktenskap strider mot den svenska Ordre public och det saknas även lagar som reglerar arv och bodelning vid dödsfall i polygama äktenskap. I Sverige är det olagligt att ingå äktenskap när man redan är gift. Parter som ingår ett äktenskap med fler parter än två kan dömas för tvegifte. Ett polygamiskt äktenskap godkänns inte i Sverige om det finns äktenskapshinder enligt svenska lagar när äktenskapet ingås och minst en av parterna har anknytning till Sverige. Med anknytning till Sverige menas ofta att man antingen är bosatt i Sverige eller har ett svenskt medborgarskap. En åklagare kan upplösa polygamiska äktenskap ifall äktenskapet ingåtts i Sverige eller om en av parterna hade anknytning till Sverige när äktenskapet ingicks, även om äktenskapet ingicks i ett land där det polygama äktenskapet var lagligt. Som huvudregel kan en åklagare inte upplösa äktenskap som ingåtts utomlands ifall parterna inte hade någon anknytning till Sverige då äktenskapet ingicks. Detta eftersom man oftast behandlar utländska äktenskap som giltiga i Sverige om de var lagliga i den stat de utfärdades i och någon av parterna inte hade anknytning till Sverige.
2016 fanns det 292 fall av polygami registrerade hos Skatteverket. Av dem fanns det några utstående fall av Polygyni, tre män hade fyra fruar och elva män hade tre fruar vardera. Resten av de registrerade äktenskapen var bigama äktenskap.

### Polygynandri
Polygynandri förekommer i vissa byar i Himalayaområdet, exempelvis i Nepal, där en nomadisk man följer djurflockens vandringar och medan hustrun stannar i hembyn.[källa behövs] Såväl hustrun som mannen kan ha flera äktenskapspartner; för männen kan dessa vara spridda på flera olika byar.[källa behövs]
Polygynandri utövas även av kaingang-folket i Brasilien, och andra folkslag.[källa behövs]

## Synen på polygami inom olika religioner

### Judiska samhällen
Polyandri förekommer inte inom judendomen. Synen på polygyni inom judendomen har skiftat över tiden. I Gamla testamentet tar Abraham sig flera fruar, och detsamma gäller de forntida kungarna, som till exempel David. Sedan länge är dock monogami norm. 

### Kristna samhällen
Polygami förekommer traditionellt sett inte inom kristendomen. 
Av inte helt klarlagda skäl kom monogami att bli dominerande i antika Grekland och senare även inom Romarriket. Kristendomen byggde vidare på det antika monogama äktenskapet. 
Kyrkofadern Augustinus, som för övrigt hade en mycket negativ syn på sexualitet, skrev vid flera tillfällen att polygami inte var lagligt. I och med reformationen och upphörandet av prästernas celibat i de protestantiska kyrkorna, skriver Martin Luther om polygami; han ansåg att polygami inte passar in i kristendomen. Detsamma gällde Jean Calvin. [källa behövs]
Månggiftet har ofta setts som en konsekvens av syndafallet och inte enligt skapelseordningen. Jesu ord i bland annat Matt 19:3-9 har däremot ansetts knyta det kristna äktenskapet åter till den ursprungliga skapelsetanken med äktenskapet som monogamt och i princip oupplösligt.

#### Fundamentalistiska mormoner[8]med flera
Inom Sista dagars heliga-rörelsen praktiserades polygami under 1800-talet, men Jesu Kristi Kyrka av Sista Dagars Heliga slutade med det 1890. Den officiella Jesu Kristi Kyrka av Sista Dagars Heliga förtydligade sin position mot polygami 1904 och har sedan dess uteslutit medlemmar som praktiserar månggifte. Idag finns dock flera fundamentalistiska mormonska samfund som praktiserar seden. Det uppskattas att det finns omkring 30 000 amerikanska fundamentalistiska mormoner som lever i polygyna relationer. Utöver detta finns ytterligare något tiotusental individer spridda över främst västra USA som praktiserar polygami, ofta av skäl relaterade till en fundamentalistisk mormonsk tro.[källa behövs]

### Månggifte i islamisk rätt
Se även: Konkubinat inom islam
Polygyni förekommer inom islam, polygami är lagligt i flertalet muslimska länder.
Enligt Koranen 4:3 kan en muslimsk man gifta sig med upp till fyra kvinnor om han behandlar dem likvärdigt. En muslimsk kvinna kan däremot inte gifta sig med mer än en man, förutom om hon är slavinna, då Koranen medger att en man får ha sexuellt umgänge, och även gifta sig om han vill, även med gifta kvinnor, om dessa är mannens egendom (slav). Enligt Koranen 2:221 måste den muslimska kvinnans man vara muslim. Medan en man bara får gifta sig med fyra kvinnor, får han ha hur många slavinnor han vill, och sexuellt umgänge mellan en man och hans slavinna betraktas inte som zina (utomäktenskapligt sex), trots att parterna inte är gifta med varandra. 
Polygyni är inte längre vanligt i Mellanöstern utan det begränsade tillåtandet handlar ofta om en nödlösning för människor såsom frånskilda, ofruktsamma, övergivna, av familjepåtryck eller änkor som måste försörjas, utifrån principen att mannen fungerar försörjare.[källa behövs] Saudiarabiens förra kung Abdullah bin Abdul Aziz hade emellertid fyra hustrur och var själv son till sin fars åttonde hustru. Eftersom det inom islam inte anses värdigt att en kvinna försörjer sig själv har sura 4:3 i Koranen ansetts förstärka kvinnors och familjens ställning, med motiveringen att polygyni kunde förstärka välfärden för ensamstående kvinnor och änkor då den manliga befolkningen minskade på grund av krig . En del konservativa hävdar att månggifte accepteras eftersom mannens sexuella behov anses vara större än kvinnans, anger Khader.
Efter kolonialmakternas slut blev det förbjudet med månggifte i Turkiet 1924, Tunisien 1957 och i Marocko 1958. De flesta länder åberopar sura 4:129 i Koranen som visar på omöjligheten att behandla flera hustrur likvärdigt. I Turkiet beror förbudet på landets sekulära lagstiftning. Det har införts restriktioner för män, bland annat att den första frun måste godkänna att mannen tar fler fruar, att han kan bevisa sin försörjningsförmåga samt ha myndigheternas tillåtelse vid månggifte. Idag är det vanligare att muslimska kvinnor skriver in en klausul i sitt äktenskapskontrakt (aqd) för att försäkra sig om att mannen inte får ta fler fruar.
Polygyni är ovanligt eftersom det även är kostsamt och att det betraktas mer som en statussymbol i vissa delar av världen. Kvinnans släkt kan klaga hos domaren (qadi) som kan upphäva äktenskapet om inte mannen behandlar sina fruar jämlikt och tillfredsställande. Månggifte är mer accepterat bland fattiga då de behöver såväl arbetskraft som barn till sin försörjning för att få en trygg ålderdom.

### Hinduiska samhällen
I Indien är polygami tillåtet för dem vars religion tillåter det och förbjudet för dem vars religion är emot det. År 2004 finns förslag om en gemensam lag oavsett religion. I hinduiska länder har polygami förekommit. Religionen är varken för eller emot det. [källa behövs]

### Buddhistiska samhällen
Enligt buddhismen så får man inte skada någon varken fysiskt eller psykiskt. Därför är polygami etiskt tillåtet om alla inblandade är överens om det. Annars inte eftersom någon då blir skadad.

## Samhällsekonomiska effekter
Det kan hävdas att de samhällsekonomiska effekterna av polygyni är att flera personer (fruar och barn) blir beroende av en enda persons (maken/fadern) försörjningskapacitet. Detta kan i extrema fall leda till ökad fattigdom. Man bör dock komma ihåg att denna ståndpunkt utgår ifrån att mannen ska försörja familjen. Naturligtvis kan fruarna också medverka i försörjningen av familjen, vilket skulle tala emot denna effekt.